# Chazelles-sur-Lavieu
 Chazelles-sur-Lavieu  es una población y comuna francesa, situada en la región de Auvernia-Ródano-Alpes, departamento de Loira, en el distrito de Montbrison y cantón de Saint-Jean-Soleymieux.

## Demografía
| 307 | 259 | 221 | 174 | 156 | 177 |
| Para los censos de 1962 a 1999 la población legal corresponde a la población sin duplicidades (Fuente: INSEE [Consultar]) |     |     |     |     |     |